# Лонкомилья
Лонкоми́лья (исп. Río Loncomilla) — река в провинции Линарес (область Мауле, Чили). С языка мапуче название переводится как «Золото вождя».
Длина реки 226 километров. Лонкомилья берёт своё начало слиянием рек Перкилакен и Лонгави. Общее направление течения — с юга на север. Впадает в реку Мауле близ города Сан-Хавьер. Основные притоки — Ачибуэно и Путаган. В долине Лонкомилья высажены виноградники.